# Lashkar Gah
Lashkar Gah (pashtun: لښکرګاه; dari: لشکرگاه), historisk kendt som Bost eller Boost, er en by i det sydlige Afghanistan. Byen er hovedstad i provinsen Helmand. Den ligger, hvor floden Arghandāb løber sammen med floden Helmand. Den har 201.546(2006) indbyggere.